# 10094 Eijikato
A 10094 Eijikato (ideiglenes jelöléssel 1991 DK) a Naprendszer kisbolygóövében található aszteroida. T. Seki fedezte fel 1991. február 20-án.